# Weishi

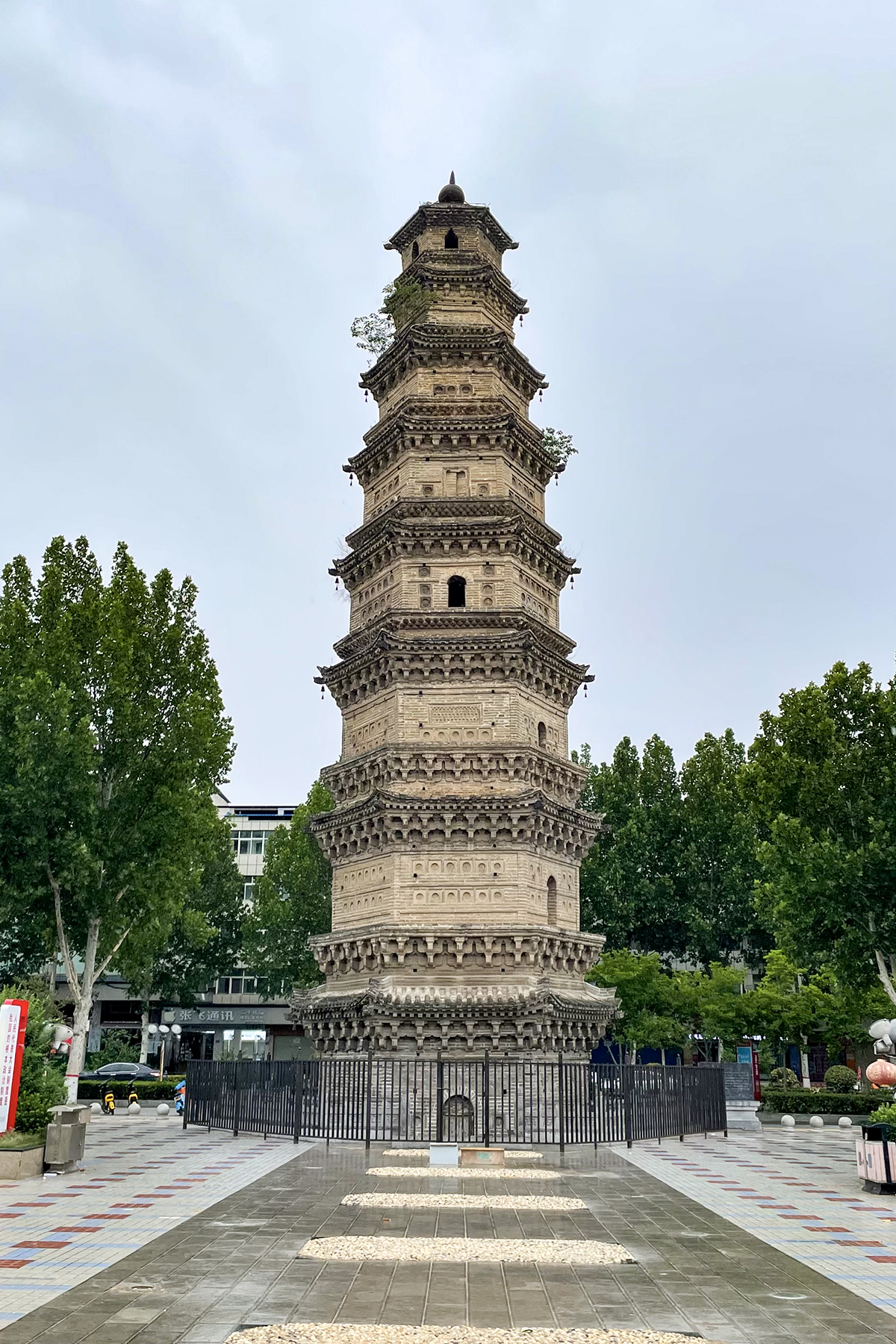
Pagode des Xingguo-Tempels

 Weishi (chinesisch 尉氏县, Pinyin Wèishì Xiàn) ist ein Kreis in der chinesischen Provinz Henan. Er gehört zum Verwaltungsgebiet der bezirksfreien Stadt Kaifeng. Weishi hat eine Fläche von 1.257 km² und zählt 851.000 Einwohner (Stand: Ende 2018).
Die Pagode des Xingguo-Tempels (尉氏兴国寺塔,  Weishi xingguo sita) steht seit 2006 auf der Liste der Denkmäler der Volksrepublik China (6-626).